# Joseph Roumanille
Joseph Roumanille, född den 8 augusti 1818 i Saint-Rémy-de-Provence, död där den 24 maj 1891, var en provensalsk skald. Han var svåger till Felix Gras.
Roumanille var först skollärare, därefter korrekturläsare och öppnade i början av 1850-talet bokhandel i Avignon samt verkade genom sitt initiativ kraftigt för den provensalska vitterhetens återuppväckande. Han var ständig sekreterare i det av honom stiftade Feliberförbundet och utgivare av tidskriften "Armana provençau". Bland hans utgivna arbeten märks diktkransen Li margarideto (Tusenskönorna; 1847), den komiska hjältedikten La campano mountado (Klockspelet; 1857), julsånger (Li nouvè, 1865), samlade prosaarbeten (Lis oubreto en proso, 1864) och samlade dikter (Lis oubreto en vers, 1859; senast 1903). Även Roumanilles maka, Roso-Anaïs Roumanille, född Gras, framträdde med lyriska dikter.

## Fotnoter
1. ↑  Léonoredatabasen, Frankrikes kulturministerium, Léonore-ID: LH//2398/61, läst: 9 oktober 2017.[källa från Wikidata]
2. 1 2  Encyclopædia Britannica, Encyclopædia Britannica Online-ID: biography/Joseph-Roumanilletopic/Britannica-Online, läst: 9 oktober 2017.[källa från Wikidata]
3. 1 2  Brockhaus Enzyklopädie, Brockhaus Enzyklopädie-ID: roumanille-joseph, läst: 9 oktober 2017.[källa från Wikidata]
4. 1 2 3 4 5 6 7 8 9 10 11 12 13 14 15  Jean Fourié, Dictionnaire des auteurs de langue d'Oc de 1800 à nos jours, Feliberförbundet, 2009, s. 277, ISBN 978-2-9533591-0-7, läs online.[källa från Wikidata]
5. ↑  GeneaStar, GeneaStar person-ID: roumanillej.[källa från Wikidata]
6. ↑  Aleksandr M. Prochorov (red.), ”Руманиль Жозеф”, Большая советская энциклопедия : [в 30 т.], tredje utgåvan, Stora ryska encyklopedin, 1969, läst: 28 september 2015.[källa från Wikidata]
7. 1 2  Bibliothèque nationale de France, BnF catalogue général, Bibliothèque nationale de France, id-nummer i Frankrikes nationalbiblioteks katalog: 16689712s, läs online och läs onlineläs online, läst: 1 juli 2023.[källa från Wikidata]
8. ↑  Charles Dudley Warner (red.), Library of the World's Best Literature, 1897, läs online.[källa från Wikidata]
9. ↑  Archief Guido Gezelle.[källa från Wikidata]
10. ↑  Jean Fourié, Dictionnaire des auteurs de langue d'Oc de 1800 à nos jours, Feliberförbundet, 2009, s. 160, ISBN 978-2-9533591-0-7, läs online.[källa från Wikidata]